# Niszczyciele eskortowe typu Edsall
Niszczyciele eskortowe typu Edsall – typ amerykańskich niszczycieli eskortowych z okresu II wojny światowej. Zbudowano łącznie 85 jednostek, które w czasie wojny pełniły służbę w US Navy. Cztery jednostki tego typu zostały po wojnie przekazane marynarkom wojennym innych państw.

## Historia
85 niszczycieli typu Edsall zostało zamówionych w 1942 roku w dwóch stoczniach: Consolidated Steel w Orange i Brown Shipbuilding w Houston. Pierwszy okręt, USS „Edsall”, wszedł do służby 10 kwietnia 1943 roku. Podstawową różnicą w stosunku do wcześniejszych typów amerykańskich niszczycieli eskortowych był napęd składający się z czterech silników wysokoprężnych Fairbanks-Morse.
W czasie wojny większość jednostek (66) służyła na Pacyfiku, jednak największe sukcesy odnosiły okręty w służbie eskortowej na Oceanie Atlantyckim. USS „Frost” współuczestniczył w zatopieniu pięciu U-Bootów (U-488, U-490, U-154, U-1235, U-880), grupa eskortowa TG 21.12 z lotniskowcem eskortowym USS „Guadalcanal” i czterema niszczycielami typu Edsall (USS „Pillsbury”, USS „Pope”, USS „Flaherty”, USS „Chatelain”) zdobyła jeden i zatopiła dwa niemieckie okręty podwodne (U-515, U-505 (zdobyty), U-546).
Straty wojenne wśród okrętów typu Edsall wyniosły trzy jednostki, zatopione przez U-Booty na Atlantyku w 1944 i 1945 roku (USS „Fiske” zatopiony przez U-804, USS „Frederick C. Davis” – U-546, USS „Leopold” – U-255; dodatkowo USS „Menges” uszkodzony przez U-371).
Po zakończeniu II wojny światowej 34 niszczyciele zostały przebudowane na okręty wczesnego ostrzegania radarowego (ang. Destroyer Escort Radar, DER), tworząc nawodny komponent systemu wczesnego ostrzegania aż do jego likwidacji w 1965 roku. Dwie jednostki zostały przekazane flocie Wietnamu Południowego (jedna z nich została zdobyta przez siły Wietnamu Północnego i używana tam aż do lat 90., druga trafiła do marynarki wojennej Filipin), po jednej zaś do Meksyku i Tunezji. Po wybuchu wojny koreańskiej 12 niszczycieli zostało przekazane United States Coast Guard, gdzie pełniły służbę okrętów rozpoznania meteorologicznego i ratowniczą.
Jeden z niszczycieli typu Edsall, USS „Stewart”, został zachowany i pełni rolę okrętu-muzeum w Galveston w stanie Teksas.

## Konstrukcja

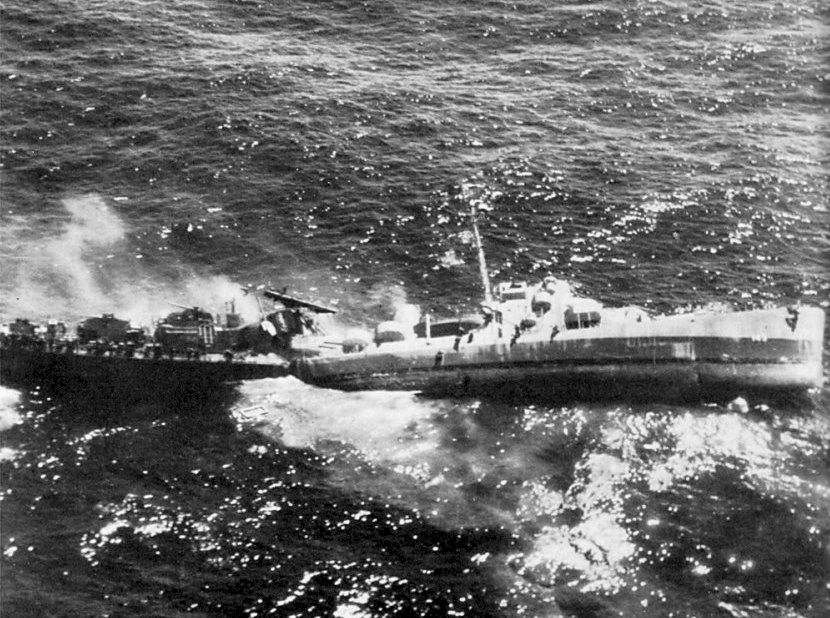
Tonący USS Fiske

Kadłub niszczycieli eskortowych typu Edsall był oparty na konstrukcji typu Buckley, główna różnica dotyczyła siłowni. Okręty typu Edsall były napędzane przez cztery silniki wysokoprężne typu 38D8-1/8-10, wyprodukowane w firmie Fairbanks-Morse, o mocy 1500 KM każdy. Silniki te napędzały dwie śruby za pośrednictwem przekładni zębatej. Układ ten zapewniał prędkość maksymalną 21 węzłów, a zapas paliwa, wynoszący 312 ton, pozwalał przepłynąć 9100 mil morskich z prędkością ekonomiczną 12 węzłów.
Projektowane uzbrojenie artyleryjskie składało się z trzech pojedynczych dział kal. 76 mm, jednego podwójnie sprzężonego działka przeciwlotniczego Bofors kal. 40 mm i do ośmiu działek Oerlikon kal. 20 mm. Okręty posiadały jedną potrójną wyrzutnię torped kal. 533 mm oraz broń przeciw okrętom podwodnym: miotacz bomb głębinowych Hedgehog, osiem miotaczy i dwie zrzutnie bomb głębinowych. Na niektórych jednostkach w miejsce demontowanej wyrzutni torpedowej instalowano cztery dodatkowe pojedyncze działka Bofors kal. 40 mm typu armijnego. Część okrętów otrzymała dodatkowe podwójnie sprzężone działko Oerlikon kal. 20 mm na rufie, pomiędzy zrzutniami bomb głębinowych. Jeden z niszczycieli, USS „Camp”, został przezbrojony w trakcie remontu w 1945 roku. W miejsce dział kal. 76 mm zainstalowano na nim dwa pojedyncze działa kal. 127 mm w wieżach artyleryjskich.
Wyposażenie elektroniczne składało się z radaru wykrywania celów nawodnych typu SL, zastępowanego później przez nowocześniejszy typu SU, radaru kontroli przestrzeni powietrznej typu SA oraz sonaru do wykrywania celów podwodnych.
Okręty przebudowane po wojnie do wariantu DER miały zmienioną konfigurację nadbudówek, podwyższone burty na śródokręciu i nowe, trójnożne maszty z antenami radarów wykrywania obiektów nawodnych SPS-28, kontroli przestrzeni powietrznej SPS-8 i SPS-10, systemów walki elektronicznej i nawigacyjnych.